# 利根山光人記念美術館
利根山光人記念美術館（とねやまこうじんきねんびじゅつかん）は岩手県北上市にある北上市立の美術館。
洋画家の利根山光人（1921～1994）が晩年に北上川を見下ろす高台に構えたアトリエを没後に個人美術館として公開したもの。1996年に利根山光人記念館として開館され、2001年に現在の名称となった。
館は、隔年開催されている「利根山光人記念大賞展ビエンナーレ・きたかみ」の会場になる。

## 施設
- 大展示室 - 常設展「東北の祭りシリーズ」
- 中展示室 - 企画展示室

## 利用情報
- 開館時間 - 10:00 - 16:00
- 休館日 - 4月～11月は無休、12月 - 3月は月曜と祝日の翌日、12/28 - 1/4
- 所在地 - 岩手県北上市立花15-153-2

## 周辺情報
- 展勝地
  - サトウハチロー記念館
  - みちのく民俗村
    - 北上市立博物館
- 珊瑚橋